# Плёхов (Черниговский район)
Плёхов (укр. Пльо́хів) — село Черниговского района Черниговской области Украины, центр сельского Совета. Расположено возле реки Пакулька, в 38 км от районного центра и в 4 км от железнодорожной станции Малейки участка Чернигов — Овруч Юго-Западной железной дороги. Население 429 человек.
Код КОАТУУ: 7425587201. Почтовый индекс: 15516. Телефонный код: +380 462.

## Власть
Орган местного самоуправления — Плёховский сельский совет. Почтовый адрес: 15516, Черниговская обл., Черниговский р-н, с. Плёхов, тел. 68-46-31.
Плёховскому сельскому совету, кроме Плёхова, подчинены сёла:
- Борки;
- Скугари.